# Timebomb
A Timebomb című dal az ausztrál énekesnő, Kylie Minogue 2012. május 25-én megjelent kislemeze, melyet a Parlophone kiadó jelentetett meg fizikai, és digitális formátumokban egyaránt. A dal Minogue 25. pályafutásának évfordulójának részeként jelent meg. A dalt Karen Poole, Matt Schwartz és Paul Harris írta, míg a produceri feladatokat a két utóbbi munkatárs látta el. Egy másik dalt írt Minogue-nak Michael Jackson is, azonban soha nem jelent meg. 2012-ben a K25: Time Capsule részeként került be a dal. A dal széles körben elterjedt albumdebütálását a 2019-es Step Back in Time: The Definitive Collection gyűjteményben kapta.
Zeneileg a "Timebomb" egy dance-pop dal, melyet Britney Spears amerikai énekesnő és Jay Sean brit énekesnő dalaihoz hasonlítottak. A lírai tartalma a szórakozásra, és a táncra összpontosít. Megjelenése után a "Timebomb"-ot általánosságban dicsérték a zenekritikusok. Többségük a táncot, a dal hangulatát, és produkcióját dicsérte, míg néhány kritikus Minogue legjobb munkájának példájaként választotta. Kereskedelmi szempontból mérsékelt siker volt, úgy mint Ausztráliában, az Egyesült Királyságban, Spanyolországban, Belgiumban, Japánban, és Új-Zélandon. Az amerikai Billboard Dance Club Songs listán azonban az 1. helyet sikerült elérnie.
A dalhoz tartozó klipet Christian Larson rendezte, és a londoni Soho-ban forgatták. Minogue a klipben éjjel és nappal a londoni utcákon sétál, és egy kis szobában táncol. A videót a zenekritikusok is dicsérték, melyben Minogue szexuális vonzerejét firtatták, és a klip látványvilágát is dicsérték. A kislemez népszerűsítésére Minogue előadta a dalt a The Voice UK első évadának elődöntőjében, és felkerült Minogue Kiss Me Once Tour koncertturnéjának setlistájára is.

## Előzmények és megjelenés
Minogue bejelentette, hogy megünnepli pályafutásának 25. évfordulóját a zeneiparban, és egy egész éves megemlékezést hozott létre K25 címmel, mely számos eseményt tartalmazott. Többek között új dalok megjelenését, és új albumokat is. 2012 május elején Minogue létrehozott egy speciális weboldalt, ahol a rajongóinak a Twittert kellett használniuk, és a "KylieTimebomb" szót hasteggel kellett ellátniuk a dal meghallgatásához. Minogue Parlophone kiadója megjegyezte, hogy a hashtag a Twitteren ugyanabban a hónapban a tíz legnépszerűbb téma egyike volt világszerte. A "Timebomb" 2012. május 25-én jelent meg, három nappal Minogue 44. születésnapja előtt. A Digital Spy szerkesztője, Christian Tobin egy 90 másodperces előzetessel mutatta be a dalt.
A dalt Karen Poole, Matt Schwartz, és Paul Harris írta. Kezdetben a bejelentést követően az interneten feltűnést keltett Minogue rajongótáborában, miután kiderült, hogy Michael Jackson amerikai énekes szintén írt egy másik dalt ugyanilyen címmel 8. stúdióalbumához a "Fever" címűhöz 2001-ben. Később Minogue tisztázta, hogy a 2012-es dalát nem Jackson írta. Minogue eredetileg úgy tervezte, hogy a "Timebomb" felkerül a 12. stúdióalbumára a Kiss Me Once címűre, de a Parlophone elvetette az ötletet.
A "Timebomb" önálló kislemezként jelent meg 2012. május 25-én a Parlophone kiadónál, fizikai és digitális formátumban is. Később mini CD-ként jelent meg Minogue K25: Time Capsule című box összeállításában 2012 októberében. A dalt május 29-én küldték el az új-zélandi rádióállomásokhoz, míg Minogue amerikai kiadója, az Astralwerks másnap megjelentette a dalt az Egyesült Államokban, és Kanadában. Június 25-én Minogue rajongótáborának nagy kereslete miatt a Parlophone kiadott egy CD kislemezt, melyen az eredeti változat egy extended verziót is tartalmazott a klippel együtt. A kiadványt 5000 példányszámra korlátozták, melyből 10 példányt Minogue írt alá. Június 13-án a Parlophone kiadott egy digitális remix EP-t, amely a "Timebomb" öt remixéből, és bővített változatokból állt. A kiadó promóciós kislemezként terjesztette a remixeket mind az Egyesült Államokban, mind Görögországban, míg a kiadó még aznap kiadta Japánban.

## Összetétel
Zeneileg a "Timebomb" egy dance-pop dal, ahogyan azt Katherine St Asaph leírta a PopDustnál. A dalt a Destined Stúdióban rögzítették, West End Londonban. Az Universal Music Publishing által a Musicnotes.com oldalon közzétett kotta szerint a dal G-dúr hangnemben íródott, 128 BPM/perc ütemben. Minogue énekhangja G4 és G5 között mozog.
A dalszöveg szempontjából a dal szórakozásra és táncra összpontosít, mielőtt befejeződne. St Asaph a dal kezdő dalszövegére hívja fel a figyelmet: Fast, time is ticking oh so fast (Az idő nagyon gyorsan ketyeg) majd felhívta a figyelmet arra, hogy nagyon szükséges, hogy táncoljanak a dalra a közelgő katasztrófa, apokalipszis, és időzített bombarobbanások előtt. Jude Rogers azonban megjegyezte, hogy a kórus dalszövege: "We're on a timebomb, we might not last long, so let's just do it right now," dalszöveg a szexre való utalás volt. St Asaph folytatta Minogue énekének elemzését, melyet egy "kvantizált" és "sziruppal és háttérvokállal simított"-ként írta le azokat.
Cameron Adams, a Herald Sun munkatársa egy jópofa popdalnak nevezte a számot, amely "sötét és piszkos elektro-érzést" sugall. Hasonlóan vélekedett Cameron Matthews is, az AOL Music számára írt jegyzeteiben. Úgy érezte, hogy a szerzemény egy klubba lendítő ritmust tartalmaz. A Digital Spy munkatársa Robert Copsey "diszkó-pop"-nak nevezte a dalt, míg St Asaph "energetikusnak" nevezte a dal tempóját. Az amerikai Idolator zenei weboldal munkatársai a dal "apokaliptikus" témáját Britney Spears amerikai énekesnő "Till the World Ends" és Jay Sean brit énekesnő 2012-es "It Ain't the End" című dalaihoz hasonlították. A kritikusok úgy nyilatkoztak, hogy "Mindenesetre szép visszatérés ahhoz a csábító minimalizmushoz, amely a "Can't Get You Out of My Head"-et egy diszkó golyós dinamittá tette. Hasonlóképpen nyilatkozott Melina Newman a HitFixtől, aki a kompozíciót és a tempót Madonna amerikai énekesnő korai munkáihoz hasonlította, majd így kommentálta: "A táncdal korai Madonna hangulatot áraszt egy fülbemászó, fuzzy szinti beat vonallal, amely nagy részét összefogja".

## Kritikák
A "Timebomb" a legtöbb kritikustól egyetemes elismerést kapott. Robert Copsey, a Digital Spy munkatársa pozitívan értékelte, és ötből négy csillaggal jutalmazta. Copsey élvezte, hogy a tánckompozíció hasonlít Minogue korábbi munkáihoz, és úgy jellemezte, hogy "vissza az alapokhoz", majd hozzátette: "Abban az az időben ritkán tévedt el a táncparkett kellős közepétől, így nem meglepő, hogy a "Timebomb" olyan érzés, mint egy finom kocogás egy parkban". A dalt összehasonlította Minogue korábbi dalaival, a Come into My World és Love at First Sight című dalokkal, melyeket ezáltal azonnali diszkó-pop tökéletességnek nevezte. Bradley Stern "Bad bitch Kylie"-nak nevezte Minogue-t a MuuMuse weboldalán, amely Minogue újrafeltalálásának időszakait meghatározó álnév volt. Majd a kislemezt egy "fergeteges pop-smaragdnak" nevezte, jellegzetes Kylie feelinggel. A dalra ötből négy és fél csillagot adott. Perez Hilton amerikai újságíró és személyiség a "Timebomb"-ot egy gyors tempójú felvillanyozott klubdalnak nevezte.
Ann Oldenburg az USA Today számára írt kritikában azt írta, hogy "élvezte a dalt", és egy "táncra kész" kislemeznek nevezte azt. Glenn Gamboa a Newsday magazin írója úgy jellemezte, hogy egy "tiszta, pezsgő popdal...". mely egy olyan refrént tartalmaz, amit nem tudsz kiverni a fejedből". Egy hasonló értékelésben Camreon Matthews az AOL Musictól azt mondta, hogy a dal biztosan azonnali sláger lesz. Cameron Adams a Herald Sun ausztrál újság munkatársa kijelentette, hogy ez nem azonnali, mivel Kylie kislemezeinek többsége az ismételt hallgatások során szilárdan beágyazzák a "wooh" hangot az emberek agyába. A PopCrush külön kritikában Amy Sciarretto a "Timebomb"-ot 2012 egyik legjobb táncdalának nevezte, és arra a következtetésre jutott, hogy a "Tibebomb" talán ketyeg, de Minogue karrierjének hátralévő percei nem.
Hasonlóképpen vélekedett Jenn Selby a Glamourtól, aki a május 25-i héten a hét legjobb dalai közé sorolta a szerzeményt, majd ezt mondta: "Kylie ezen a héten is kiadta új dance pop kislemezét a "Timebomb"-ot. Megéreztük a sikert". Annak ellenére, hogy Carly Rae Jepsen "Call Me Maybe" című dalát az AfterEltom.com weboldal az elmúlt 20 év legjobb nyári dalai közé sorolta Louis Virtel kijelentette, hogy nem volt "elragadtatva", hogy felvették a listára, azonban azt mondta, hogy "szilárdan hiszek a nyár dallamaiban, minőségileg". Virtel a Logo TV által üzemeltetett NewNowNext.com weboldal rovatvezetőjeként is írt a dalról, és a 6. helyre sorolta Minogue legjobb dalai között, majd kijelentette, hogy a "Timebomb" egy tökéletes, háromperces poplövedék, egy tánchimnusz, amely az idegrendszeredbe jutva minden új hallgatásra még erősebben lüktet".

## Kereskedelmi sikerek
.

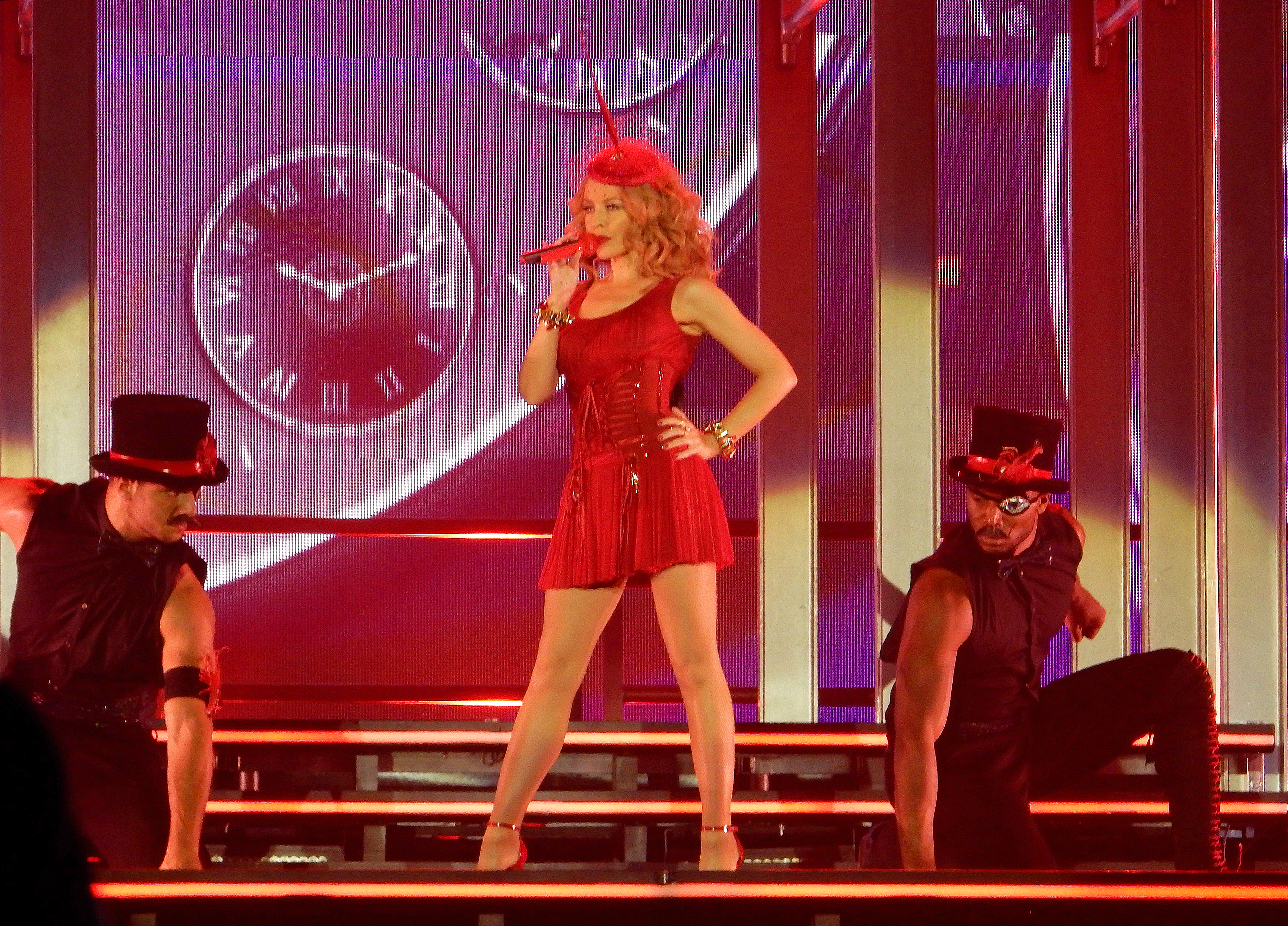
Kylie előadja a "Timebomb" című dalt a 2014-es Kiss Me Once Tour részeként

Kereskedelmi szempontból a "Timebomb" mérsékelt siker volt világszerte, kivéve az Egyesült Államokat. Kétnapos megjelenése után a 31. helyen debütált a brit kislemezlistán, és 10.044 darabot értékesítettek belőle. Ebben a pozícióban egy hétig maradt, majd a 6770 darab eladásával az 56. helyre esett vissza. A dal Top 100-as listán maradt, ahol összesen hét hetet töltött el, így Minogue egyik legalacsonyabb slágerlistás helyezése volt az adott régióban. Az UK Airplay listán a 38. helyet érte el, és a 33. helyet a skót kislemezlistán. Ausztráliában a kislemez a 12. helyre került az ausztrál kislemezlistán, de a következő héten a 49. helyre süllyedt az utolsó héten. Ennek eredményeképpen a régióban Minogue egyik legalacsonyabb ívű slágerlistás helyezettje volt a régióban. Új-Zélandon egyetlen hetet töltött a dal az új-zélandi kislemezlista 33. helyén, mely a 2007-es 2 Hearts óta az egyik legalacsonyabb helyezettje volt az országban.
Belgium régióiban, Flandriában, és Vallóniában a 43. és a 49. helyet érte el az Ultratop listákon. A dal jobban teljesített mind az airplay, mind a dance listákon és a Bubbling Under Dance toplistákon, mindkét régióban a legjobb 40-ben csúcsosodott ki. A kislemez hasonló sikereket ért el Ausztriában, Franciaországban, Hollandiában, és Spanyolországban a Top 50-es toplistákon belül a csúcspozíciókkal. A német kislemezlistán az 56. helyet sikerült elérnie, ami az egyik legalacsonyabb helyezése volt a régióban. A Radio 100-as toplistán Szlovákiában és Csehországban amelynek az IFPI ad otthont, a "Timebomb" a 40. illetve a 89. helyen végzett.
A "Timebomb" a 86. helyen végzett az orosz TopHit Airplay listán, míg a 45. helyezett volt a Billboard által üzemeltetett Mexican Airplay listán. A magyarországi rádiós Top 40-es toplistán a 19., míg a Billboard Japán 100-as toplistáján a 32. helyezett volt. A kislemez sikeres volt az US Dance slágerlistákon, a Dance Club Songs listán a 31. helyen debütált. Végül elérte az 1. helyet, és ezzel a kilencedik első helyezést elért dal lett a listán. A Billboard Dance/Electronic Digital songs listán és a Dance/Mix Show Airplay listán a 17. helyezettet érte el, és Minogue leggyorsabban eladott kislemeze lett az Egyesült Államokban a 2001-es "Can't Get You Out of My Head" óta. Kanadában a 40. és a 73. helyezést ért el a Canadian Digital Songs listán, és a Canadian Hot 100-as listán. Utóbbinak a Billboard az üzemeltetője.

## Videoklip
A videoklipet Christian Larson rendezte, melyet egy esős napon forgattak a londoni Sohoban. 2012 elején Minogue-ról egy szív alakú kabátot és farmernadrágot viselő képek jelentek meg az interneten. A videó elkészülte után Minogue egy speciális weboldalt hozott létre, amely megkövetelte a rajongóitól, hogy a Twitter segítségével "KylieTimebomb" hashtaggel jelöljék meg a zenei videót. A kampány rendkívül sikeres volt a Twitteren. Több mint 25.000 tweet érkezett kevesebb mint egy óra alatt, és 10 tweet másodpercenként, és a hashtag világszerte felkapott téma volt. Minogue a Vevo.com-nak adott interjúban elmondta hogy "Amikor Soho legforgalmasabb utcáján forgattunk, egy fülbe helyezhető monitorral dolgoztam. Úgy néztem ki, mint egy komplett idióta, mert az utcán görnyedve énekeltem a semminek". Minogue Alan Carr: Chatty Man című showműsorában megjegyezte, hogy a fekete miniruhát egy fehérneműboltban vásárolták, majd hozzátette: "Pimasz kis ruha volt. Az emberek nem hiszik el, de nagyon félénk vagyok". Minogue népszerűsítette azt az alkalmazást a Facebookon, amely lehetővé tette a rajongók számára, hogy Minogue szemüvegén keresztül láthassák, ami a zenei videón végig látható.
A videó azzal kezdődik, hogy Larson lelövi Minogue-t egy kis fehér szobában. A forgatás után elhagyja a stúdiót, és a kislemez grafikáján is látható piros szívecskés bőrkabátban elkezdi a dalt énekelni. Ezután különböző londoni sikátorokban átsétál, ahol beleütközik egy férfiba, aki egy boomboxot cipel. Nekiütközik, és a férfi leejti a tárgyat. Ezután elvesz egy telefont egy kávézó asztalról – az Instagram által ihletett kameraállást mutatja be ezután – és megérkezik egy szórakozó helyre, ahol táncol, majd elhagyja a helyet, és tovább sétál az Old Compton Street-en, a Soho-ban. Az utcai jeleneteket Minogue torz felvételei tarkítják, amint egy erősen megvilágított fehér szobában táncol. Minogue ezután beül egy autóba, és a sofőrrel együtt Londonon keresztül a forgalmas utcákon furikázik, majd köszönti egyik rajongóját egy közeli autóban.
Leszáll az éjszaka, és Minogue kiszáll az autóból a londoni kínai negyedben egy ismeretlen férfit üldözve. Átfut egy sikátoron, megcsókol egy férfit, berángatva egy közeli épületbe. Leveti a kabátját, felfedve a fekete miniruháját. Később csábítóan táncol egy motor mellett. Majd mindketten elhagyják az épületet. A férfi aki a motort vezeti, megállnak egy zsúfolt utcában. Minogue a motor hátuljánál táncol az utca közepén, miközben a férfi körbeveszi őt. A videó úgy ér véget, hogy a tömeg nézi, ahogy a páros elhagyja a sikátort.
A WhatCulture.com pozitívan értékelte a dalt, de megjegyezte a kislemez promóciójának hiányát. "Talán Kylie menedzsmentjét jobban zavarja a K25 AntiTour és a közelgő Greatest Hits kollekció, ami nem rossz dolog, de kár hogy egy olyan nagyszerű dalt, és videót, mint a "Timebomb" néhány hónappal később feledésbe fog merülni". Daniella Graham a Metro munkatársa hangsúlyozta, hogy Minogue milyen melegítőt viselt a videóban, és ez a karrierje ikonikus ruhadarabja lett a "Spinng Aound" óta. Graham cikkének címe az volt, hogy Kylie Minogue visszahozza a forrónadrágot új Timebomb című videójában. Hasonlóképpen a The Huffington Post egyik szerkesztője is azt írta, hogy a pophercegnő hibátlanul néz ki az új klipben, ahogy a londoni Soho forgalmas főútjain rohangál egy melegítőben, mielőtt bebújna egy sikátorba, és levetkőzne miniruhájára. Jenna Rubenstein az MTV-től is pozitívan nyilatkozott: "Lehet, hogy nincs sok cselekmény, de van egy csomó majdnem meztelen Kylie, ami egyébként is minden, amiben reménykedtünk". Keith Caulfield a Billboardtól "szexinek" minősítette Minogue-t és divatját.

## Élő előadások
Minogue először a The Voice című műsor elődöntőjében adta elő a dalt az Egyesült Királyságban. Ugyanazt a ruhát viselte, mint a klipben, graffiti falak, és egy óriási szív előtt. A dal felkerült a 2014-es Kiss Me Once Tour setlistájára is Európában, és Ausztráliában, ahol a bevezető szakaszban hangzott el. Minogue feltöltött egy hivatalos élő videót a dalról a YouTube csatornájára, amelyben piros ruhában énekel. Az előadás 2015. március 23-án jelent meg DVD-n és CD lemezen.

## Formátumok és számlista
| - Digitális letöltés 1. "Timebomb" – 2:57 2. "Timebomb" (video) – 3:36 - CD single 1. "Timebomb" – 2:57 2. "Timebomb" (Extended version) – 4:30 3. "Timebomb" (video) – 3:36 | - Digital remix EP 1. "Timebomb" (Extended Version) – 4:30 2. "Timebomb" (Peter Rauhofer Remix) – 8:00 3. "Timebomb" (DADA Remix) – 6:30 4. "Timebomb" (Steve Redant & Phil Romano Remix) – 7:04 5. "Timebomb" (Style of Eye Remix) – 6:31 6. "Timebomb" (Italia3 Remix) – 6:00 |

## Slágerlista
| Slágerlista (2012–2013)                       | Legjobb helyezések |
| --------------------------------------------- | ------------------ |
| Australia (ARIA)                              | 12                 |
| Australian Dance (ARIA)                       | 1                  |
| Austria (Ö3 Austria Top 40)                   | 58                 |
| Belgium (Ultratop Flanders)                   | 43                 |
| Belgium Dance (Ultratop Flanders)             | 21                 |
| Belgium (Ultratip Wallonia)                   | 49                 |
| Belgium Dance (Ultratip Wallonia)             | 29                 |
| Canada (Canadian Hot 100)                     | 73                 |
| CIS (TopHit)                                  | 70                 |
| Czech Republic (Rádio Top 100)                | 89                 |
| Finland Downloads (Latauslista)               | 11                 |
| France (SNEP)                                 | 46                 |
| Germany (Official German Charts)              | 56                 |
| Global Dance Tracks (Billboard)               | 9                  |
| Hungary (Rádiós Top 40)                       | 19                 |
| Ireland (IRMA)                                | 26                 |
| Italy (FIMI)                                  | 23                 |
| Japan (Japan Hot 100)                         | 32                 |
| Lebanon (Lebanese Top 20)                     | 12                 |
| Mexico (Airplay)                              | 49                 |
| Netherlands (Singles Top 100)                 | 44                 |
| New Zealand (Recorded Music NZ)               | 33                 |
| Russia Airplay (TopHit)                       | 86                 |
| Skócia (Scottish Singles Top 40)              | 33                 |
| Slovakia (Rádio Top 100)                      | 40                 |
| Spain (PROMUSICAE)                            | 20                 |
| Egyesült Királyság (UK Singles Chart)         | 31                 |
| US Dance Club Songs (Billboard)               | 1                  |
| US Dance/Electronic Digital Songs (Billboard) | 17                 |
| US Dance/Mix Show Airplay (Billboard)         | 17                 |

| Slágerlista (2012)              | Helyezések |
| ------------------------------- | ---------- |
| Australian Dance (ARIA)         | 39         |
| US Dance Club Songs (Billboard) | 18         |

## Minősítések
| Régió                                                  | Minősítés | Eladott példányszám |
| ------------------------------------------------------ | --------- | ------------------- |
| Olaszország (FIMI)                                     | arany     | 15 000*             |
| * Eladási példányszámok kizárólag a minősítés alapján. |           |                     |

## Megjelenések
| Ország             | Dátum            | Formátum                     | Label                  |
| ------------------ | ---------------- | ---------------------------- | ---------------------- |
| Ausztrália         | 2012. május 25.  | Digitális letöltés           | Parlophone             |
| Új-Zéland          | 2012. május 25.  | Digitális letöltés           | Parlophone             |
| Japán              | 2012. május 25.  | Digitális letöltés           | Parlophone             |
| Egyesült Királyság | 2012. május 25.  | Digitális letöltés           | Parlophone             |
| Írország           | 2012. május 25.  | Digitális letöltés           | Parlophone             |
| Németország        | 2012. május 25.  | Digitális letöltés           | Parlophone             |
| Spanyolország      | 2012. május 25.  | Digitális letöltés           | Parlophone             |
| Franciaország      | 2012. május 25.  | Digitális letöltés           | Parlophone             |
| Olaszország        | 2012. május 25.  | Digitális letöltés           | Parlophone             |
| Taiwan             | 2012. május 25.  | Digitális letöltés           | Parlophone             |
| Olaszország        | 2012. május 25.  | Warner Music                 | Contemporary hit radio |
| Egyesült Államok   | 30 May 2012      | Digitális letöltés           | Astralwerks            |
| Kanada             | 30 May 2012      | Digitális letöltés           | Astralwerks            |
| Ausztrália         | 2012. június 13. | Digitális letöltés (Remixes) | Parlophone             |
| Új-Zéland          | 2012. június 13. | Digitális letöltés (Remixes) | Parlophone             |
| Japán              | 2012. június 13. | Digitális letöltés (Remixes) | Parlophone             |
| Egyesült Királyság | 2012. június 13. | Digitális letöltés (Remixes) | Parlophone             |
| Írország           | 2012. június 13. | Digitális letöltés (Remixes) | Parlophone             |
| Németország        | 2012. június 13. | Digitális letöltés (Remixes) | Parlophone             |
| Spanyolország      | 2012. június 13. | Digitális letöltés (Remixes) | Parlophone             |
| Franciaország      | 2012. június 13. | Digitális letöltés (Remixes) | Parlophone             |
| Olaszország        | 2012. június 13. | Digitális letöltés (Remixes) | Parlophone             |
| Taiwan             | 2012. június 13. | Digitális letöltés (Remixes) | Parlophone             |
| Egyesült Államok   | 2012. június 13. | Digitális letöltés (Remixes) | Astralwerks            |
| Kanada             | 2012. június 13. | Digitális letöltés (Remixes) | Astralwerks            |